# Восьмое Марта
Восьмо́е Ма́рта — посёлок сельского типа в Ленинском районе Волгоградской области России. Входит в состав Заплавненского сельского поселения. Население 257 человек (2010).

## География
Расположен на правом берегу реки Ахтуба.
Уличная сеть
Посёлок состоит из четырёх улиц: Заречная, Лесная, Новая и Юбилейная. На них расположены порядка 350 дворов.

## История
В настоящее время входит в Заплавненское сельское поселение — с центром в селе Заплавное, которое расположено на противоположном берегу реки Ахтуба. Связь между населёнными пунктами обеспечивается при помощи нового понтонного моста, построенного в 2009 году.

## Население
| 2010 |
| ---- |
| 257  |

## Экономика
Ранее в посёлке работал совхоз, однако в 1990-е он обанкротился.